# Tachograph

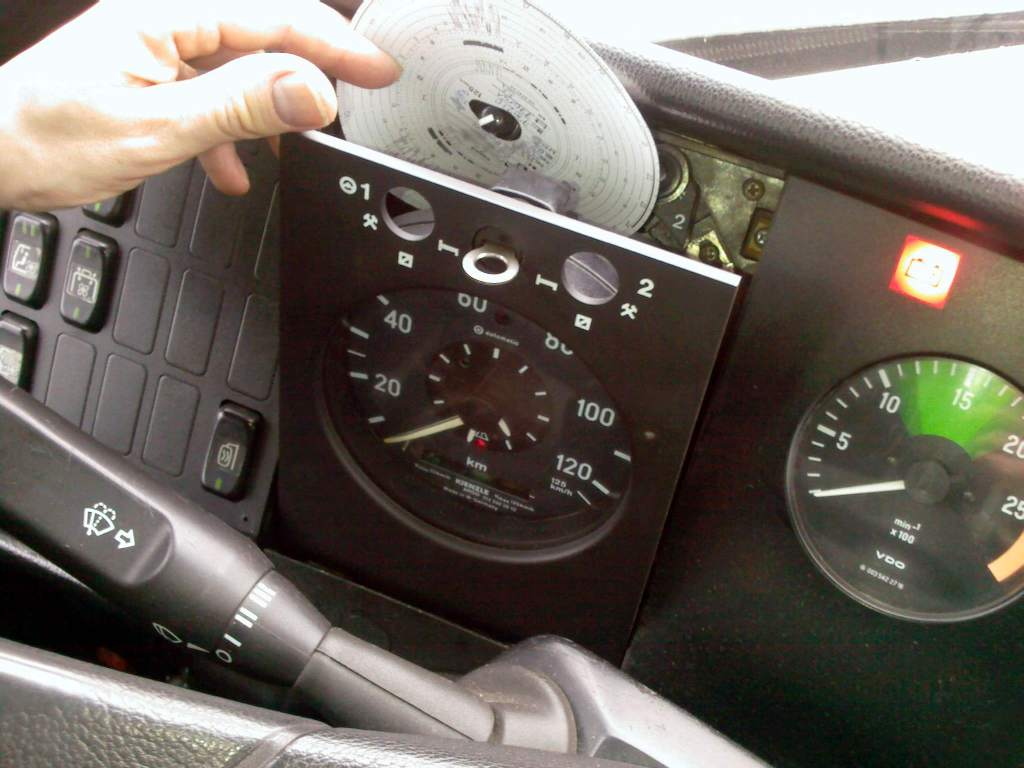
Mechanischer Tachograph mit beschriebenem Schaublatt

Ein Tachograph oder Tachograf (griechisch τάχος tàchos, deutsch ‚Geschwindigkeit‘ und γράφειν grafein, deutsch ‚schreiben‘), auch Tachoscheibe, Fahrtschreiber, Fahrtenschreiber, Fahrtenzähler oder EG-Kontrollgerät genannt, ist ein Tachometer mit angeschlossenem Messschreiber, der Lenk- und Ruhezeiten, Lenkzeitunterbrechungen, zusätzlich gefahrene Kilometer und die gefahrene Geschwindigkeit aufzeichnet.
Volksmündlich wird für die neueren Kontrollgeräte auch die Bezeichnung „Black Box“ verwendet, hierunter versteht man jedoch sogenannte Unfalldatenspeicher, welche die in der Regel nur wenige Sekunden vor einem Unfall gefahrenen Geschwindigkeiten sowie weitere Fahrdaten wie Längs- und Querbeschleunigung und Bedienung des Fahrzeugs auch nur zur Unfallrekonstruktion festhalten. Ein Tachograph, genauer: ein EG-Kontrollgerät, hat jedoch die vorrangige Aufgabe, Lenk- und Ruhezeiten zu erfassen und muss – von Ausnahmen abgesehen – in allen innerhalb der Europäischen Union und weiterer AETR-Staaten gewerblich genutzten Lkw und Omnibussen ab 3,5 t zGM bzw. 9 Fahrgastplätzen vorhanden sein. Hierdurch grenzen sich EG-Kontrollgeräte auch von national zugelassenen Fahrtschreibern ab, die beispielsweise in kommunalen Linienbussen oder Einsatzfahrzeugen verwendet werden und nicht unter diese Einbauvorschrift fallen, da sie anderen Erfassungszwecken dienen. In der Regel entfällt bei letzteren die persönliche Aufzeichnungspflicht des Fahrers aufgrund bestimmter nationaler Freistellungs- oder Ausnahmeregelungen, hierin liegt dann auch die Abgrenzung zwischen EU- und nationalen Vorschriften – trotz inzwischen technisch gleicher Geräte.
Die EU beabsichtigt die Ausweitung der Tachographenpflicht bereits auf gewerbliche Transportfahrzeuge ab 2,4 Tonnen zulässigem Gesamtgewicht. Grund dafür dürfte sein, die zunehmenden, vorwiegend osteuropäischen Kleintransporteure mit zu erfassen.

## Ursprung

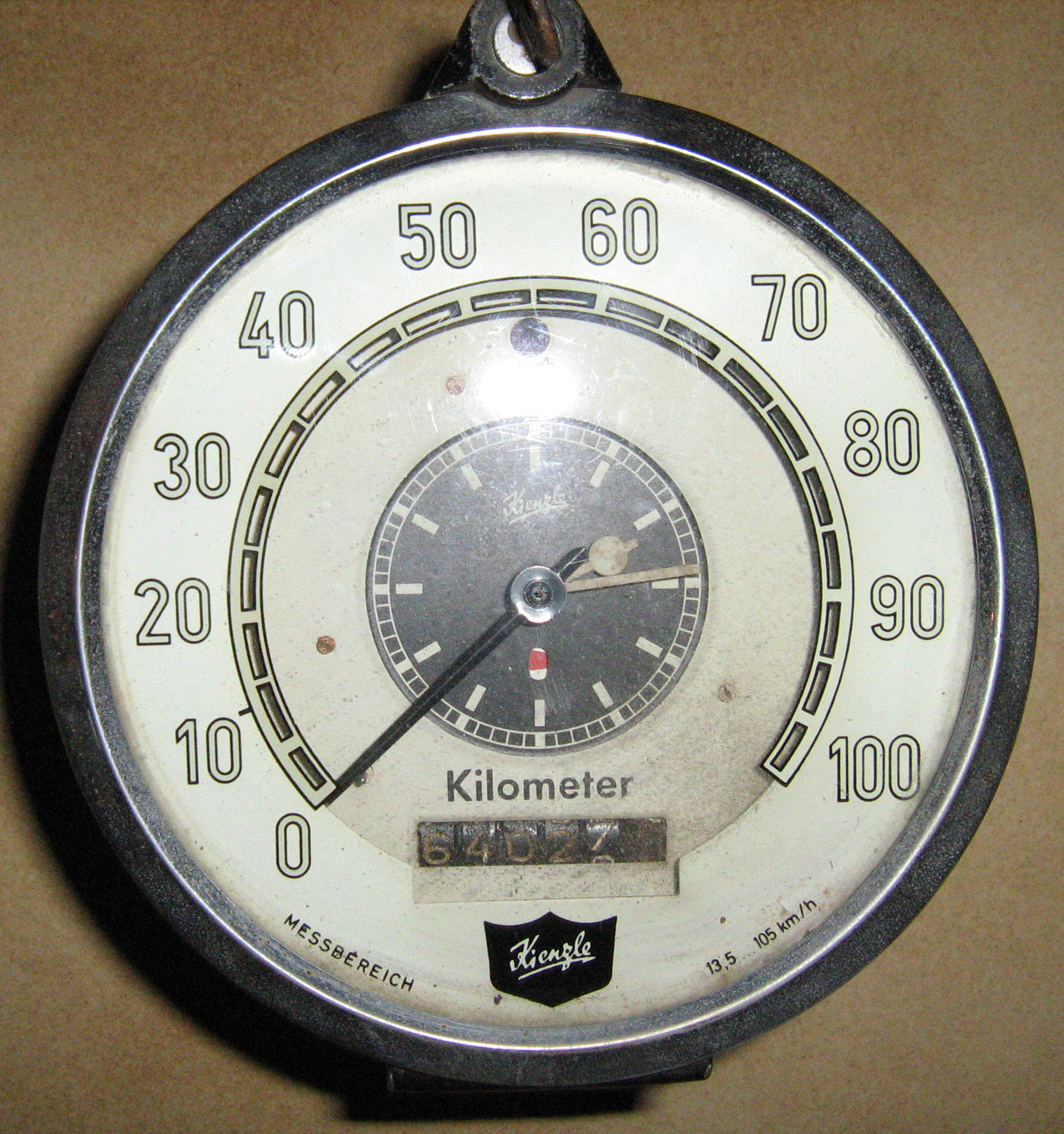
Lkw-Tachograph
Bj. 9.1958

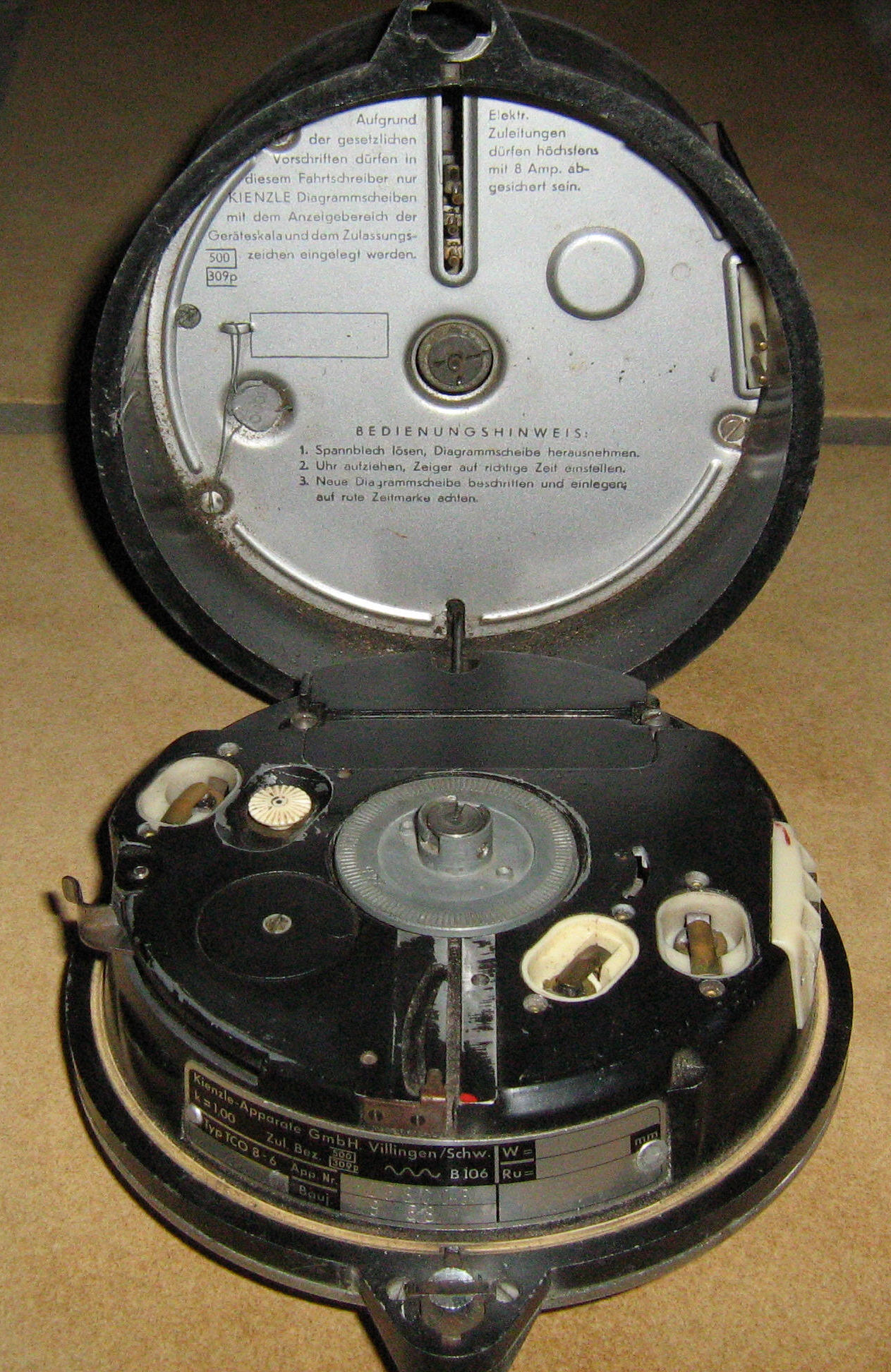
Lkw-Tachograph aufgeklappt

Um 1835 – mit dem Aufkommen der Eisenbahn – wurde der Tachograph ursprünglich dort eingeführt, um Unregelmäßigkeiten innerhalb des Betriebes besser dokumentieren zu können. Der Daniel-Tachometer ist für Lokomotiven seit 1844 bekannt. Der Initiator dieser damals technischen Neuerung war Max Maria von Weber als Verwaltungsbeamter, Ingenieur und Schriftsteller.
Der deutsche Ingenieur Otto Schulze (O.S.) aus Straßburg meldete am 7. Oktober 1902 seinen ersten Wirbelstrom-Tachometer als Geschwindigkeitsmesser beim Kaiserlichen Patentamt in Berlin zum Patent (DRP 146134) an. Durch Geldmangel und fehlendes kaufmännisches Geschick war er nicht in der Lage, seinen Tachometer selbst herzustellen und überließ seine Patente der Firma Edouard Seignol in Paris. Seit 1908 erfolgte der Vertrieb in Deutschland durch die O. S. Autometerwerke E. Seignol in Frankfurt/Main. 1922 wurde von der Behörde die zulässige Höchstgeschwindigkeit innerorts auf 25 km/h begrenzt. Von Kienzle erfolgte die Übertragung des Wirbelstrom-Prinzips vom Tachometer auf Tachographen (Fahrt(en)schreiber), also aufschreibende Systeme. Kienzle Apparate entwickelte zunächst die sogenannte „Autorex-Uhr“, bei der mit einem Rüttelpendel die Fahr- und Haltezeiten auf einer Diagrammscheibe aufgezeichnet wurden. Seit dem Jahr 1925 forschten die Kienzle-Experten an einem Geschwindigkeits- und Lenkzeit-Kontrollgerät. Im Jahr 1926 wurde ein Kienzle-Autograf zum Probebetrieb in einen Lkw eingebaut. Erst ab 1927 konnte auch die Wegstrecke mit dem Kienzle-Gerät festgehalten werden, womit der Tachograph auch „Zeit-Weg-Schreiber“ genannt wurde. Die wesentlichen Impulse gingen dabei vom Kienzle-Ingenieur Paul Riegger aus.
In Polen wurde 1928 auf Wunsch des Warschauer Polizeichefs ein Versuchs-Tachograph in ein Fahrzeug eingebaut, das bei zu hohem Tempo gut sichtbare Lichtsignale auslöste. Serienmäßig baute als erster Lkw-Hersteller 1936 die Fried. Krupp Motoren- und Kraftwagenfabrik Kienzle-Geräte in ihre Fahrzeuge ein. Diese Erfindung konnte den Fahrer damals schon über sehr viel mehr als nur die aktuelle Geschwindigkeit unterrichten und war seinerzeit noch eine exklusive Sonderausstattung im Lkw, die erst 1953 per Gesetz eingebaut werden musste. Die Fahrzeuge waren noch so langsam, dass die natürlichen Sinne des Menschen zur Einschätzung des Tempos ausreichten. Die Geschwindigkeit und damit verbundene Gefahren wurden buchstäblich gefühlt. Erst mit steigender Motorleistung und Einführung der Luftreifen kamen die Fahrzeuge schneller voran, so dass das Gehirn die tatsächliche Geschwindigkeit nicht mehr sicher erfassen und einschätzen konnte.
Die wachsende Verkehrsdichte und steigende mögliche Höchstgeschwindigkeit der Lkw und deren erste schwere Unfälle gaben in den 1930er Jahren Anlass für Geschwindigkeitsmessungen. Hierfür wurde das Gerät inkl. einer Tachoscheibe als Entlastungszeuge angesehen; denn am 15. Oktober 1936 wurde in der Zeit des Nationalsozialismus die „Reichstarifordnung für den Güterfernverkehr“ diktiert und handschriftliche Aufzeichnungen der Lenk-, Ruhe-, Pausen- und Arbeitszeiten wurden obligatorisch. Durch die Ausführungsverordnung zur Arbeitzeitordnung vom 12. Dezember 1938 mussten die Fernfahrer in einem persönlichen „Fahrtenbuch“ alle möglichen Daten des Lkw und persönliche Angaben eintragen sowie Lenk- und Ruhezeiten und die Arbeitszeiten täglich handschriftlich aufzeichnen. Ab 1953 gab es das „Arbeitsschichtenbuch“ und ab 1969 nannte es sich „Persönliches Kontrollbuch“. Hier konnte nun eine eingelegte Tachoscheibe im Tachographen die Eintragungen in das Persönliche Kontrollbuch beweiskräftig bestätigen und den Fahrer damit entlasten. Die Aufzeichnungen im sogenannten Lügenbuch waren nicht einfach zu kontrollieren und natürlich wurde immer gerne geschummelt, wenn die Fahrer ihre sog. „Fieberkurven“ aufzeichneten.
Dem Straßburger Erfinder Otto Schulze war es mit seinem Wirbelstrom-Tachometer gelungen, das Problem der akkuraten Datenerfassung in Kraftfahrzeugen zu lösen und gab somit dem Kraftfahrer eine Entlastungshilfe durch die einfache Erfassung der Geschwindigkeits-Aufzeichnung.

## Chronologie
Die allgemeine Tachopflicht wurde 1935 per Gesetz eingeführt. In Deutschland erklärte das „Verkehrssicherungsgesetz“ (Gesetz zur Sicherung des Straßenverkehrs) vom 19. Dezember 1952 den Tachographen u. a. für Lastkraftwagen über 7,5 Tonnen als obligatorisch.

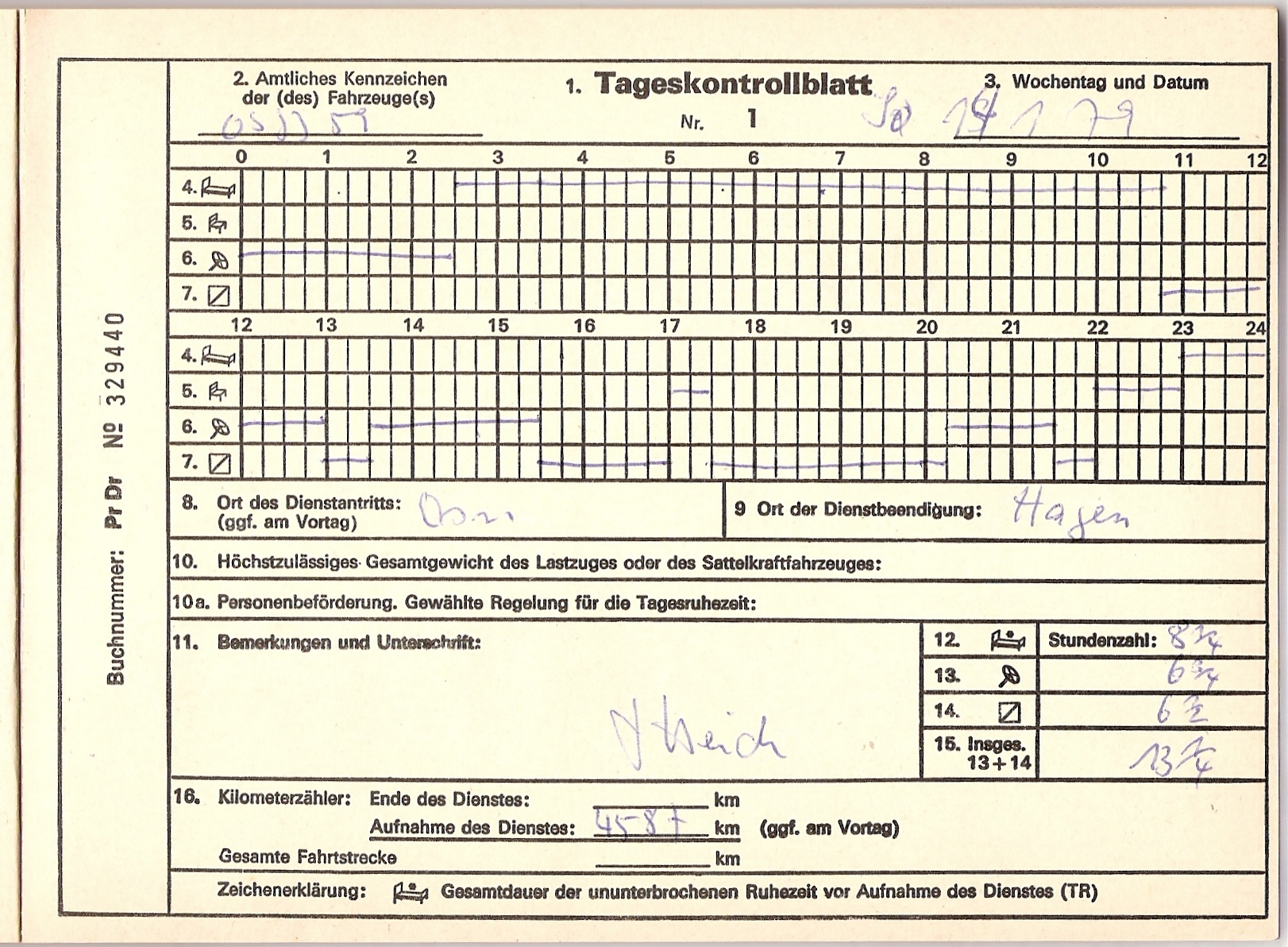
Eintrag ins persönliche Kontrollbuch,
bis 1979 gültig (sog. Lügenbuch)

Neue Lkw und Busse mussten seit dem 23. März 1953, alle älteren Lkw und Busse ab dem 23. Dezember 1953 auch nach StVZO § 57a mit Fahrtenschreibern ausgerüstet sein. Er wurde v. a. zur Beweis-Entlastung des Fahrpersonals im Zusammenhang mit der Lenk- und Ruhezeit eingeführt, um das Persönliche Kontrollbuch (sog. Lügenbuch, heute Fahrerkarte) zum Teil zu entlasten. Mit der VO (EWG) 543/69 wurde das erste Mal, am 1. April 1969, in der EWG eine gemeinsame Lenk- und Ruhezeitverordnung erlassen. Diese galt seit dem 1. Oktober 1969 grenzüberschreitend und genau 1 Jahr später für sämtliche gewerblichen Straßenbeförderungen in der EWG. Die technischen Merkmale wurden mit der VO (EWG) Nr. 1463/70 vom 20. Juli 1970 EWG-weit festgelegt, und das Persönliche Kontrollbuch bekam durch die VO (EWG) 2828/77 vom 12. Dezember 1977 nochmals eine Übergangszeit bis 1. Januar 1978 bzw. für den Nahverkehr und LKW mit 6 t zGG bis zum 1. Juli 1979. Mit der Verordnung (EWG) Nr. 3821/85 vom 20. Dezember 1985 wurde EWG-weit das Kontrollgerät nach dem 29. September 1986 verpflichtend. International wurde am 1. Juli 1970 ein „Europäisches Übereinkommen über die Arbeit des im internationalen Straßenverkehr beschäftigten Fahrpersonals“ (AETR) in Kraft gesetzt, das am 31. Juli 1985 verbessert wurde. Die letzten Änderungen, insbesondere die verpflichtende Einführung des digitalen Kontrollgerätes (für Neufahrzeuge und Erstnutzungen, kein Umrüstungszwang), erfolgte durch die Verordnung (EG) 561/2006 vom 15. März 2006 (ABl. L 102, S. 1 vom 11. April 2006). Sie trat in Teilen zum 1. Mai 2006 in Kraft, die noch ausstehenden Regelungen wurden am 11. April 2007 rechtsverbindlich.

## Mechanischer Tachograph

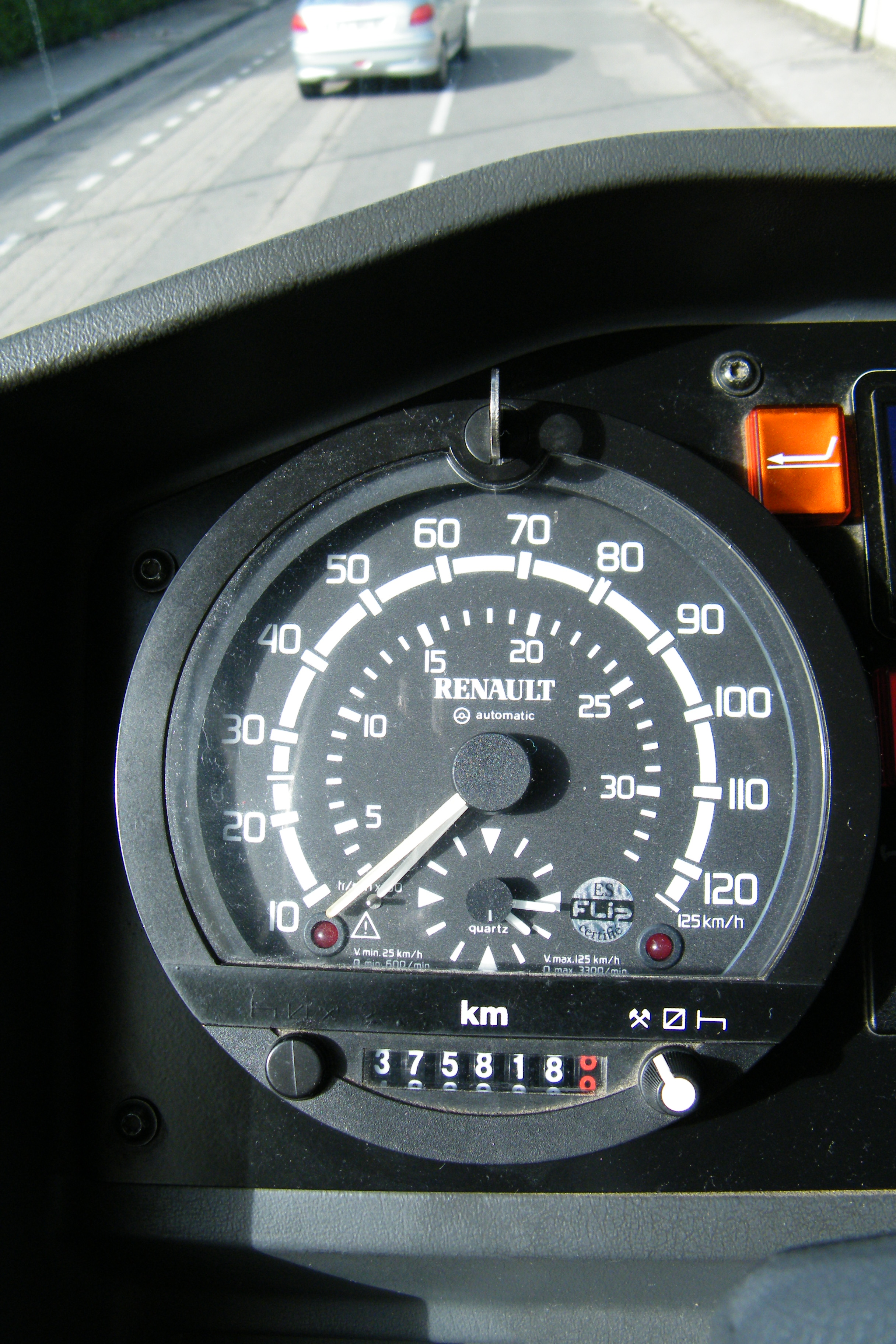
Mechanischer Tachograph (automatisch, 1 Fahrer) mit integriertem Drehzahlmesser

Der heute noch in älteren (vor dem 1. Mai 2006 zugelassenen) Fahrzeugen gültige und gebräuchliche mechanische Tachograph beschreibt eine runde, selbstbeschriftende Papierscheibe, die sich durch ein Uhrwerk dreht. Eine ganze Umdrehung entspricht 24 Stunden. Der Stift bewegt sich je nach der gefahrenen Geschwindigkeit weiter oder näher vom Drehpunkt. Die Aufzeichnungen des Geräts umfassen die gefahrenen Geschwindigkeiten, Wegstrecke (zurückgelegte Kilometer) sowie die Lenk- und Ruhezeiten. Einige Gerätetypen ermöglichen auch die Aufzeichnung der Motordrehzahl auf der Rückseite der Scheibe oder im Bereich von Behörden und Hilfsorganisationen die Aufzeichnung von verwendeten Sondersignalanlagen (Martinshorn und Blaulicht). Dies jedoch nur als Nachweis für Fahrten mit Wegerecht, ggfs. zur Beweisführung und Unfallrekonstruktion, da Fahrzeuge von Behörden und Hilfsorganisationen von der Fahrtenschreiberpflicht ausgenommen sind (siehe Ausnahmen).
Üblicherweise sind die meisten Tachographen für den Zweifahrerbetrieb (Fahrer 1 und 2) vorgesehen, d. h., mittels einer Trennklappe können zwei Tachoscheiben in das Gerät eingelegt werden, für die eine getrennte Erfassung der Schichtzeiten erfolgt. Die Einstellung dieser Lenk- und Ruhezeiten erfolgt dabei manuell mittels sogenannter Zeitgruppen-Wahlschalter am Gerät mit den Schalterpositionen Lenkzeit (entfällt bei Automatik-Tacho), Arbeitszeit, Bereitschaftszeit und Ruhezeit, die durch die Symbole Lenkrad, gekreuzte Hämmer, Rechteck und Bett dargestellt sind. Fahrer 1 gilt dabei als augenblicklich aktiver Fahrer, auf dessen Scheibe auch Geschwindigkeit und Wegstrecke registriert werden, Fahrer 2 gilt als Beifahrer bzw. nicht aktiver Fahrer. Auf dessen Schaublatt werden nur die Arbeitszeiten registriert, die Schalterposition Lenkzeit ist bei Fahrer 2 auch nicht vorhanden. Bei einem Fahrerwechsel muss man also den Schreiber öffnen und die Diagrammscheiben gegeneinander tauschen.
Zu unterscheiden sind die mechanischen oder volksmündlich „analogen“ Tachographen in manuelle und automatische Geräte. Bei den manuellen Geräten muss das Fahrpersonal etwaige Lenkzeiten selbst einstellen. Der Tachograph erfasst diese Einstellungen mit einem konzentrischen Liniendiagramm auf der Tachoscheibe, das in die dafür vorgesehenen Zeitgruppenfelder geschrieben wird. Ähnlich dem Geschwindigkeitsaufschrieb ist dabei das Zeitgruppendiagramm näher oder weiter vom Drehpunkt. Bei automatischen Geräten fehlt die Schalterposition für die Lenkzeit bei Fahrer 1, die Geräte stellen sich im Fahrbetrieb, also bei einer Geschwindigkeitsregistrierung automatisch auf Lenkzeit ein, unabhängig davon, in welcher Position sich der Zeitgruppenschalter für den Fahrer 1 befindet. Im Umkehrschluss bedeutet dies, dass jeder Halt an einer Ampel als Ruhe- oder Bereitschaftszeit registriert wird, wenn die Zeitgruppe für den Fahrer 1 falsch eingestellt wurde. Eine korrekte Einstellung auf Arbeitszeit muss also auch hier erfolgen, auch wenn die Automatik zumindest Fahrzeugbewegungen automatisch als Lenkzeit erfasst und Fahrzeitunterbrechungen unter 15 Minuten ohnehin nicht als Pause gewertet werden. Dennoch sind Arbeiten wie Ladetätigkeiten unbedingt als Arbeitszeit zu erfassen und am Gerät auch so einzustellen. Nachteil einiger modularer und auch digitaler Tachographen ist, dass diese bei abgeschalteter Zündung automatisch auf Ruhezeit schalten und dies vom Fahrpersonal möglicherweise unbemerkt bleibt, wenn das Gerät zuvor erst umgestellt wurde.
Der Aufschrieb der unterschiedlichen Zeitgruppen erfolgt beim automatischen Tachographen durch eine unterschiedlich dicke Linie (den sog. Balkenaufschrieb) im mittleren Teil des Zeitgruppenfeldes. Die zurückgelegte Wegstrecke wird auf dem Schaublatt im innersten Ring durch Striche (je vollendeter Strich 5 km) bzw. Spitzen (je vollendete Spitze 10 km) dargestellt.
Jeder mechanische Tachograph benötigt seinem Geschwindigkeits-Endwert und dem Typenschild entsprechend zugelassene Diagrammscheiben, da es Geräte für Geschwindigkeitsbereiche von 80 bis 180 km/h gibt. Dazu besitzt jedes Gerät ein Typenschild mit einem ECE-Prüfzeichen gefolgt von einer Ziffer, z. B. „[e1]37“. Diese Kombination von Prüfzeichen und Ziffer muss auch auf der Rückseite der Diagrammscheibe zu finden sein, um sie für dieses Gerät verwenden zu dürfen. Eine Verwendung von Tachoscheiben anderer Geschwindigkeitsbereiche hätte zur Folge, dass das Gerät das Geschwindigkeitsdiagramm in völlig falsche Felder schreibt, da die Rasterung einer 180 km/h-Scheibe wesentlich enger ist, als die einer 125er. Auch sind die Scheiben unterschiedlich gestaltet, Tachographen mit Drehzahlaufschrieb benötigen natürlich Schaublätter mit entsprechend vorgedruckter Rückseite; bei ausschließlicher Verwendung in automatischen Tachographen fehlen auf den Scheiben beispielsweise die Zeitgruppenfelder, so dass allein hier schon für jeden Gerätetyp auch eigens dafür vorgesehene Scheiben notwendig sind.
Die Geräte müssen alle zwei Jahre sowie nach Instandsetzungen, Entfernen der Plombierung, Änderung von Reifengröße oder Wegstreckenzähler geprüft und geeicht werden. Für diese Angaben befindet sich im Fahrzeug ein Einbauschild der autorisierten Einbauwerkstatt, in der zum einen Angaben über die Werkstatt selbst stehen, Angaben zum Fahrzeug und dessen Reifengröße, Wegdrehzahl und Reifenumfang, sowie weitere Angaben für die Kalibrierung des Geräts.

### Tachoscheiben

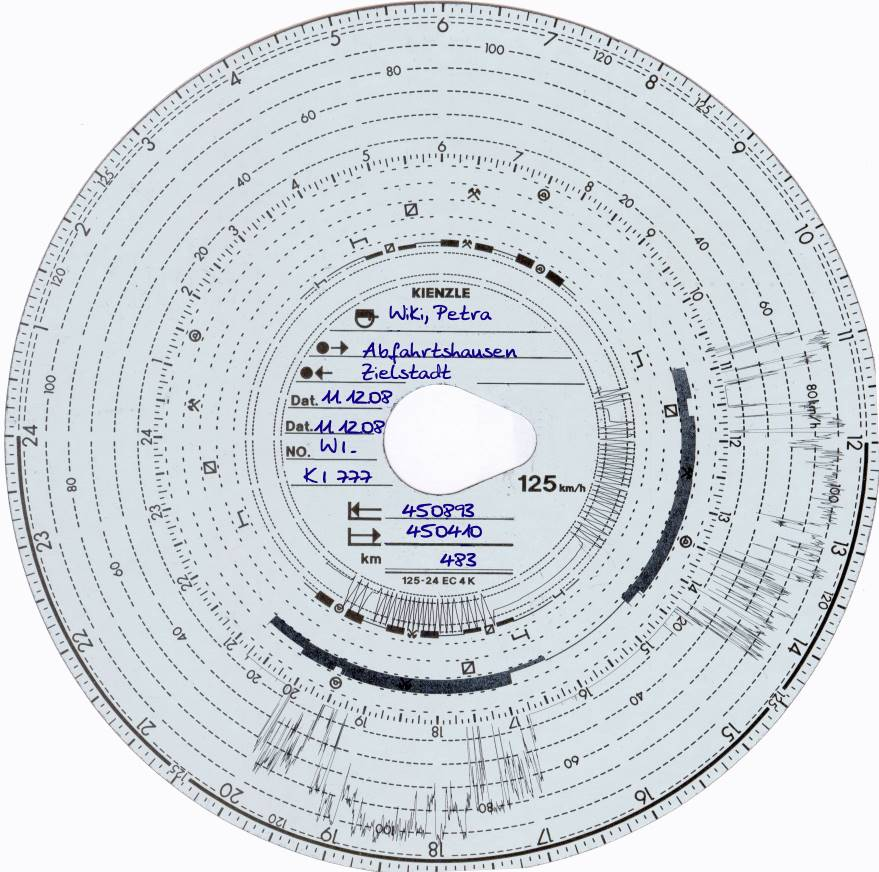
Vorderseite einer Tachoscheibe

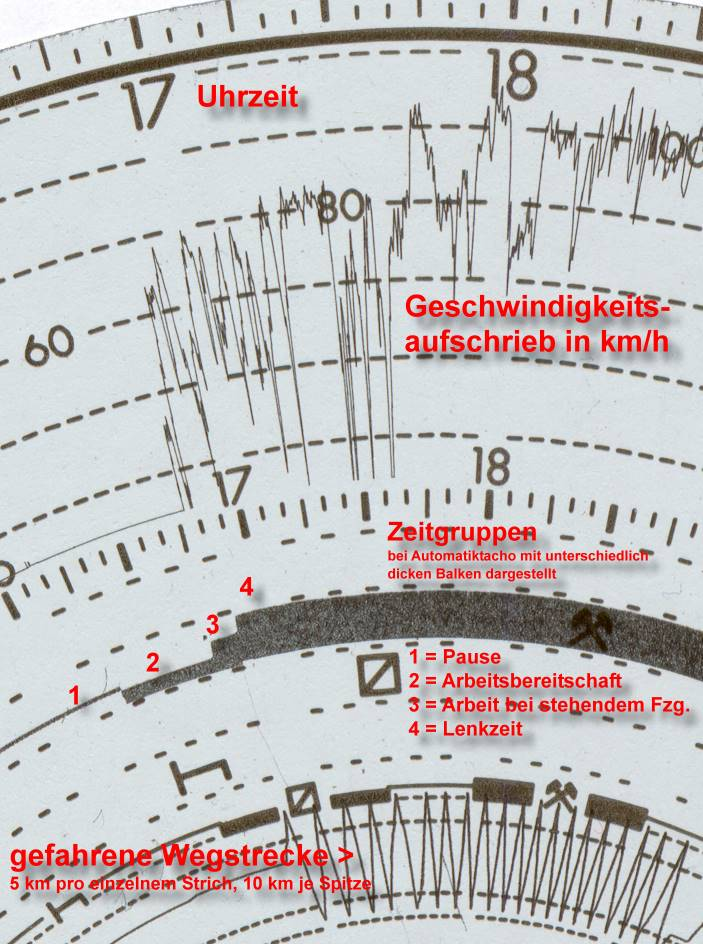
Ausschnitt einer Tachoscheibe mit Erläuterungen

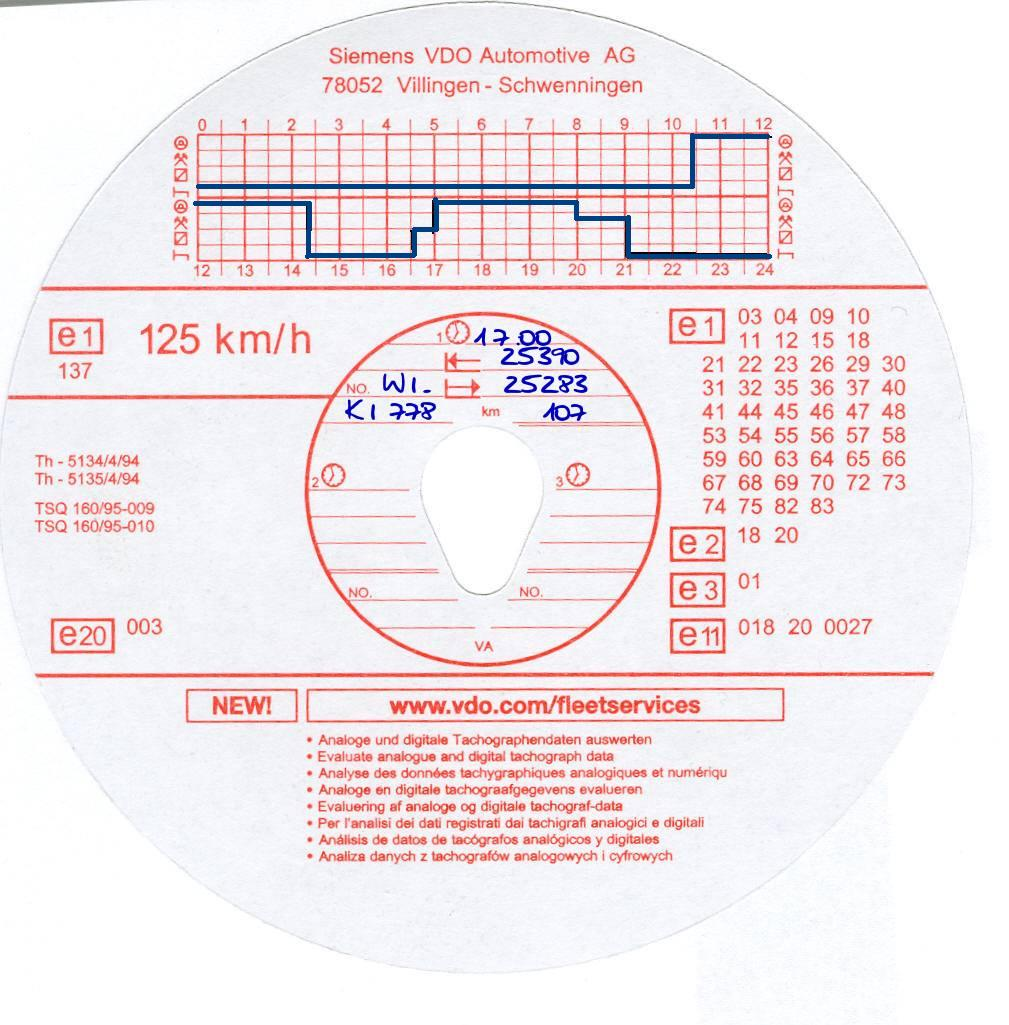
Rückseite einer Tachoscheibe

Tachoscheiben sind selbstbeschriftende Papierscheiben mit einem Durchmesser von 12,3 cm und einem exzentrischen Führungsring in der Mitte, die in mechanischen Fahrtenschreibern verwendet werden. Auf der Vorderseite sind mittig Felder für handschriftliche Eintragungen des Fahrers für Angaben zur Person, Abfahrts- und Zielort sowie -datum, Kraftfahrzeugkennzeichen des Fahrzeugs und der jeweiligen Kilometerstände vorgesehen. Der äußere Bereich wird vom Tachographen mit Nadelspitzen beschrieben. Die Rückseite enthält ein Diagrammfeld für die handschriftliche Eintragung der Tageslenk- und Ruhezeiten, im inneren Ring Felder für die Daten weiterer Fahrzeuge, die ebenfalls mit derselben Tachoscheibe gefahren wurden, sowie auf der rechten Hälfte die beschriebenen ECE-Nummern, die angeben, für welche Tachographen (Hersteller/Bauarten) die jeweilige Tachoscheibe verwendet werden darf.
Die beschriebene Papierscheibe wird auch Diagrammscheibe oder Schaublatt genannt und ist eine technische Aufzeichnung, die erst durch die schriftliche Identität des Fahrers eine Rechtsgültigkeit erlangt. Sie darf nicht beschädigt, verfälscht oder manipuliert werden und hat keine Unterschrift.
Vor Abfahrt hat der Fahrer die Tachoscheibe auszufüllen. Dazu trägt er den Abfahrtsort, das Abfahrtsdatum, das Kraftfahrzeugkennzeichen, den Tachostand und seinen Vor- und Zunamen bei Übernahme des Fahrzeugs ein (der Vorname darf nicht verkürzt werden). Dieser Vor- und Zuname muss persönlich eingetragen werden, weil die Identität des Benutzers eindeutig daraus hervorgehen muss. Die für die Ankunft vorgesehenen Felder bleiben zunächst frei. Ferner stellt er den Wahlschalter für die Zeitgruppe (Lenk-, Arbeits-, Anwesenheits- oder Ruhezeit) entsprechend ein. Mittels eines Schlüssels wird der Tachograph geöffnet, die Scheibe entsprechend der exzentrischen Aussparung in der Mitte in das Gerät eingelegt und dieses wieder verschlossen. Es beginnt nun ab der aktuellen Uhrzeit mit der Aufzeichnung. Da die älteren Geräte nur über eine Zeigeruhr verfügen, die nur 12 Stunden darstellen kann, muss nach Einlegen der Tachoscheibe auf der Scheibe selbst die aktuelle, im äußersten Rand aufgedruckte Uhrzeit nach oben zeigen, bzw. im Modulartacho nach vorn. Mittels der Zeitgruppen-Wahlschalter am Tachographen kann zwischen Lenk- und Ruhezeiten, Arbeitsbereitschaft sowie sonstiger Arbeit beider Fahrer umgeschaltet werden, da bei Mehrfahrerbetrieb Zeitnachweise für beide Fahrer geführt werden müssen. Dies soll dokumentieren, ob die Lenkzeit des ersten und die gleichzeitige Pause oder Arbeitsbereitschaft des zweiten Fahrers in der Anwesenheitszeit gilt. Auch bei stillstehendem Fahrzeug kann unterschieden werden, ob es sich um eine Pause, Arbeitsbereitschaft oder um tatsächliche Arbeitszeit handelt. Die Betriebsbereitschaft des Geräts wird durch einen Sekundenzeiger im Schauglas oder durch die Uhrwerks-Laufkontrolle, eine kleine Öffnung mit einer rotierenden rot-weißen Scheibe dahinter dargestellt. Ferner ist auch das Geräusch eines mechanischen Uhrwerks zu hören. Fehlfunktionen, wie nicht verschlossener Tachograph, nicht eingelegte Scheibe oder nicht eingerastete Trennklappe zeigt das Gerät mittels einer Warnlampe an. In diesem Fall funktioniert während der Fahrt auch die Geschwindigkeitsanzeige des Tachos nicht. Tritt während der Fahrt ein Defekt am Kontrollgerät auf, so kann die Fahrt noch beendet werden. Lenk- und Ruhezeiten sind dabei handschriftlich auf der Rückseite der Tachoscheibe einzutragen.
Nach Beendigung der Fahrt trägt der Fahrer den Ort ein, an dem das Schaublatt entnommen wurde (i. d. R. der Zielort, auch wenn dieser mit dem Abfahrtsort identisch ist), Datum des Arbeitsendes und den Tachostand. Um diesen einfacher vom Anfangskilometerstand subtrahieren zu können, wird dieser in der oberen Zeile über dem Anfangskilometerstand eingetragen und die zurückgelegte Wegstrecke errechnet. Die Tachoscheibe kann bis zu 24 Stunden im Fahrzeug verbleiben, sofern der Fahrer nicht das Fahrzeug wechselt. Es ist nicht notwendig, für Hin- und Rückfahrten getrennte Scheiben auszufüllen oder Zwischenstationen zu benennen, da Tachoscheiben in erster Linie Arbeitszeitnachweise eines Fahrers und keinen Fahrtenbuchersatz darstellen, da Fahrtenbücher vorwiegend aus steuerlichen Aspekten geführt werden und daher immer den Zweck der Fahrt erfassen. Eine Tachoscheibe soll auch nicht unbegründet aus dem Gerät genommen werden, sofern das Fahrzeug nicht gewechselt oder die Schicht beendet wurde.
Tachoscheiben von EG-Kontrollgeräten sind grundsätzlich personenbezogen und das Eigentum des Unternehmers, die er den Kraftfahrern zur Verfügung stellen muss. Wechselt der Fahrer binnen 24 Stunden das Fahrzeug, so kann er mit seiner Tachoscheibe bis zu drei weitere Fahrzeuge fahren, vorausgesetzt die Diagrammscheiben sind für die anderen Tachographen zugelassen und passen bezüglich der Endgeschwindigkeiten zueinander. Die entsprechenden Fahrzeug- und Kilometerdaten trägt der Fahrer dazu auf der Rückseite ein. Das Fahrpersonal muss die Schaublätter bzw. Bescheinigungen über arbeitsfreie Tage der letzten 28 Kalendertage sowie eine vorhandene Fahrerkarte mitführen und auf Verlangen den berechtigten Organen (Polizei, BAG) vorlegen. Wie in Verordnung (EWG) Nr. 3821/85, Absatz IV a) 2. beschrieben, dürfen bei mehreren miteinander verbundenen Tachoscheiben weder Unterbrechungen noch Überlappungen auftreten. Zudem verpflichtet die Verordnung (EG) 561/2006, Artikel 10 (4) alle Verantwortlichen in der Transportkette zur Sicherstellung der Einhaltung der dort beschriebenen Vorschriften.

### Hardware und Software für mechanische Tachographen
Dadurch wird eine lückenlose Dokumentation und Überwachung durch die Transportverantwortlichen notwendig, die über geeignete Geräte zum Einscannen von Tachoscheiben und eine Software zum Archivieren und Auswerten möglich ist. Manche Anbieter bieten diese Funktionalitäten auch für digitale Tachographen an, wodurch der Mischbetrieb vereinfacht werden soll.

### Modulare Tachographen

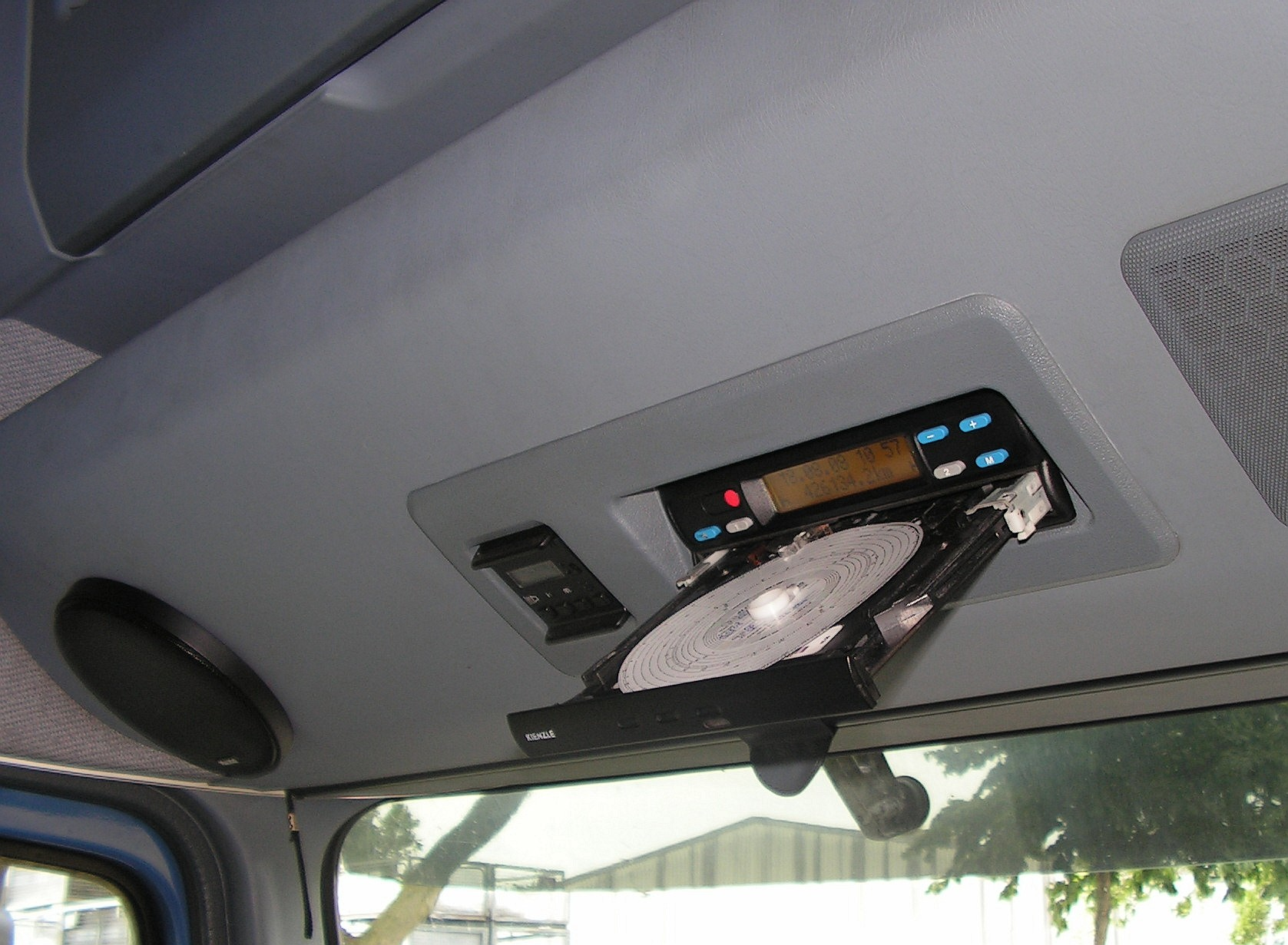
Modularer Tachograph mit eingelegtem Schaublatt

Zu Beginn der 1990er Jahre kamen von der Herstellerfirma Mannesmann-Kienzle (heute VDO, zu
Continental Automotive Systems gehörend) modulare Geräte auf den Markt, in denen das Schaublatt wie z. B. bei einem PC-Laufwerk durch einen Schlitz oder mittels eines Schubfachs (engl. „Tray“) eingezogen wird. Optisch ähnelten die neueren Geräte meist den heute aktuellen, digitalen Tachographen und wurden separat vom Tachometer, zumeist in den Standard-Einbauschächten für Radiogeräte, CB-Funk, OBU etc. montiert. Die ersten Geräte, wie der Kienzle FTCO 1319 besaßen noch ein in sich geschlossenes Gehäuse, in dem Geschwindigkeitsanzeige und -Schreiber integriert waren. Jedoch befand sich der Einzug für die Tachoscheiben waagerecht unterhalb der Geschwindigkeitsanzeige, wie dies im Mercedes-Benz Sprinter oder Actros der ersten Bauserie beispielsweise der Fall ist. Diese Konstruktion hatte für die Fahrzeughersteller den Vorteil, dass die Geschwindigkeitsanzeige sich besser auch hinter die Glasabdeckung in die Armaturentafel integrieren ließ, da nicht mehr die Notwendigkeit bestand, den Tachodeckel selbst öffnen zu müssen. Auch konnte insbesondere bei Transportern darauf verzichtet werden, einen Tachographen zusätzlich im Fahrzeug einbauen zu müssen.
Vordergründig versprach man sich von dieser Entwicklung jedoch eine höhere Manipulationssicherheit, weil sich die konventionellen Geräte mit dem aufklappbar öffnenden Tacho leichter manipulieren ließen, da hier im geöffneten Zustand Tachoscheibe und Mechanik frei lagen. War z. B. der Stift im Gerät verbogen oder an einer bestimmten Stelle mit einem Schaumstoffteilchen oder einem Gummiband blockiert, lief die Geschwindigkeitsaufzeichnung nicht korrekt und „schönte“ gewissermaßen die Aufzeichnung bei eventuellen Geschwindigkeitsübertretungen. Bei den modularen Geräten wird jede Herausnahme des Schaublattes durch den Aufschrieb einer Linie bis an den Außenrand der Scheibe dokumentiert, um jede – möglicherweise unberechtigte – Herausnahme der Tachoscheibe zu dokumentieren und beispielsweise ein nachträgliches Verstellen der Uhrzeit zu verhindern. Nachteil der modularen Geräte ist eine höhere Empfindlichkeit; so können beispielsweise Tachoscheiben im Gerät stecken bleiben, wenn sie einen leichten Knick aufweisen, oder die empfindliche Tachoscheiben-Einlegeschublade kann abbrechen, wenn man im geöffneten Zustand an sie stößt. Ferner geraten die außerhalb des Armaturenbretts eingebauten Geräte auch aus dem zentralen Blickfeld des Fahrers, welcher unter Umständen vergisst, Lenkzeitpausen korrekt einzustellen, die dann als Arbeitszeit registriert und bei Überziehung bußgeldpflichtig werden können. Störungen des Tachographen werden hier jedoch durch eine Warnlampe im Armaturenbrett oder bei einigen Fahrzeugherstellern durch eine Klartextmeldung wie z. B. „TCO keine Registrierung“ dargestellt.

### National zugelassene Kontrollgeräte
Eine Sonderstellung nehmen die national zugelassenen Kontrollgeräte, wie z. B. auch sogenannte Wochenschreiber ein, die nicht der primären Erfassung von Lenk- und Ruhezeiten dienen und überall dort, teils auf freiwilliger Basis, verwendet werden können, wo der Einbau eines EG-Fahrtschreibers nicht zwingend vorgeschrieben ist. Dies können z. B. Fahrzeuge des Rettungsdienstes sein, deren Tachographen neben den aufgezeichneten Geschwindigkeiten auch den Einsatz der Sondersignalanlage (ugs. Martinshorn und Blaulicht) registrieren und die Aufzeichnungen so bei Unfällen als Beweismittel herangezogen werden. Obwohl diese Kontrollgeräte den EG-Fahrtschreibern äußerlich sehr ähnlich sind, handelt es sich nicht um EG-Fahrtschreiber, da hier keine personenbezogene Aufzeichnung und keine Dokumentation der Lenk- und Ruhezeiten erfolgt, daher fehlen auch die Zeitgruppenschalter. Diese Tatsache grenzt sie von einem EG-Fahrtschreiber ab. Gesetzestexte, wie der § 57a StVZO unterscheiden im Wortlaut zwischen (EG-)Fahrtschreibern und (anderen) Kontrollgeräten; in der Umgangssprache wird diese Abgrenzung jedoch kaum vorgenommen, hier hat sich sogar der Begriff Kontrollgerät für den EG-Fahrtschreiber etabliert.

Diagramm-Bündel eines 7-Tage-Fahrtschreibers

Im Linienbusverkehr mit Kraftomnibussen unter 50 Kilometern Linienlänge ist eine Verwendung des EG-Kontrollgeräts ebenfalls nicht zwingend vorgeschrieben. Zwar unterliegt das Fahrpersonal auch hier den Lenk- und Ruhezeiten der Fahrpersonalverordnung, jedoch nicht der persönlichen Aufzeichnungspflicht nach der EU-Verordnung 561/2006, wenngleich auch Kraftomnibusse nach § 57a StVZO mindestens mit einem, Zitat: eichfähigen Kontrollgerät ausgerüstet sein müssen. So wurden früher in Stadtbussen beispielsweise sogenannte Wochenschreiber verwendet, welche fahrerunabhängig Fahrzeiten und gefahrene Geschwindigkeiten über 7 Tage durchgehend aufzeichnen. Diagrammscheiben von Wochenschreibern verbleiben daher 7 Tage im Fahrzeug, unabhängig davon, wer es fährt. In der Regel waren die Geräte auch verschlossen und für das Fahrpersonal nicht zugänglich. Da im Stadtlinienverkehr Fahrer- und Fahrzeugwechsel relativ häufig sind und Ablösungen oft sogar an Unterwegshaltestellen während des Linienbetriebs stattfinden, wäre die Handhabung mit persönlichen Diagrammscheiben auch sehr umständlich und zeitaufwendig. Ähnlich wie im obigen Beispiel mit den Rettungsfahrzeugen geht es bei der Aufzeichnung primär um eine Nachweisführung wie der Geschwindigkeitsüberwachung oder der Unfallrekonstruktion, betriebsintern auch um die Überwachung wie Einhaltung von Fahrplänen, weniger um die Überprüfung der Lenk- und Ruhezeiten, da diese durch die Dienst- und Linienfahrpläne vorgegeben sind. Anhand der Fahrtenbücher bzw. Dienstpläne lässt sich zurückverfolgen, welcher Fahrer das Fahrzeug zum betreffenden Zeitpunkt fuhr. Sämtliche Unterlagen können natürlich auch zu behördlichen Kontrollen herangezogen werden. Ist ein Omnibus nur mit einem solchen Wochenschreiber ausgerüstet, ist sein Einsatz auch nur auf den reinen Linienverkehr (§ 42/43 PBefG) bis 50 km Linienlänge beschränkt. Für Einsätze im Gelegenheitsverkehr oder Linienverkehre über 50 km Linienlänge muss ein EG-Kontrollgerät, zusätzlich oder ausschließlich vorhanden sein.
Im Übrigen konnten Wochenschreiber vor Einführung der EG-Kontrollgeräte auch im gewerblichen Lkw-Transport verwendet werden. Arbeitszeiten, Be- und Entladeorte sowie auch Gewicht und Ladung waren vom Fahrpersonal in ein Schichtenbuch einzutragen.
In einem Wochenschreiber liegen für jeden Kalendertag eine, also sieben Tachoscheiben in einem gebündelten Stapel zeitversetzt übereinander. Wie bei einem Notizblock sind diese sieben Scheiben durch einen schmalen Falz am Außenrand aneinander geheftet. Unterschied zur oben abgebildeten, personenbezogenen Tachoscheibe ist, dass die einzelnen 24-h-Scheiben eines solchen Schaublattbündels einen großen keilförmigen Ausschnitt aufweisen und keinen exzentrischen, sondern einen runden Führungsring mit Hülse besitzen, damit die übereinander liegenden Scheiben einzeln der Reihe nach beschrieben und angehalten werden können. Daher muss das Fahr- bzw. Betriebspersonal beim Wechsel eines Schaublattbündels selbst auf die Ausrichtung entsprechend der Uhrzeit des Tachographen achten. In der Funktionsweise sind Wochenschreiber dem EG-Kontrollgerät gleich: durch ein Uhrwerk werden die eingelegten Scheiben bewegt und in Bezug dazu Geschwindigkeiten und zurückgelegte Wegstrecke erfasst.
Nach Tagesablauf (um 0.00 Uhr) läuft der Stift des Tachographen in den Ausschnitt der ersten, oben aufliegenden Scheibe, welche dann von einer Klammer im Gerät aufgenommen, vom übrigen Bündel abgetrennt und angehalten wird. Durch die fortlaufende Drehbewegung des übrigen Scheibenpaketes läuft die Aufzeichnung durch die Lücke der ersten, nun auf der zweiten, darunter liegenden Scheibe weiter, bis auch hier wieder der Ausschnitt erreicht, die Scheibe aufgenommen, abgetrennt und angehalten wird. Dieser Vorgang wiederholt sich bei den folgenden Scheiben entsprechend. Lediglich auf der letzten (untersten) Scheibe fehlt die Lücke. Am Ende einer Aufzeichnungswoche werden die sieben Scheiben durch neue ersetzt und entsprechend den gesetzlichen Vorschriften im Betrieb aufbewahrt.
Diagrammscheiben von Linienbussen dienten bisweilen oft als Beweismittel zur Fahrplaneinhaltung. Im Falle einer Kundenbeschwerde bei einer zu frühen Abfahrt von einer Haltestelle war die Rekonstruktion jedoch aufwendig und auch nicht minutengenau möglich. Da die meisten Linienbusse heutzutage mit elektronischen Bordrechnern (RBL) und GPS-Ortung ausgerüstet sind, welche neben dem Fahrscheinverkauf, Haltestellenanzeigen und genauer Positionsbestimmung viel differenziertere Aufzeichnungsmöglichkeiten bieten, ist es ohne weiteres möglich, neben der nahezu sekundengenauen Fahrzeitüberwachung auch gefahrene Geschwindigkeiten, Haltestellenaufenthalte, Motordrehzahlen und Fahrmanöver auf dem Fahrermodul (damit personalisiert) zu speichern oder sogar zeitgleich in die Betriebsleitung zu übertragen. Datenschutzrechtliche Bedenken oder die Interessensvertretungen der meist öffentlichen Verkehrsbetriebe standen dieser Art der Überwachung sehr lange entgegen. Im Gütergewerbe hingegen wird unabhängig von den ohnehin vorgeschriebenen EG-Kontrollgeräten, von diesen Ortungs- und Aufzeichnungsmöglichkeiten gern Gebrauch gemacht, allein schon aus Gründen der Tourenoptimierung. Da die Fahrer oft in prekären Beschäftigungsverhältnissen stehen, spielen Bedenken gegen den Einsatz der GPS-Überwachung auch kaum eine Rolle.
Fährt ein Fahrer sowohl im Linien- als auch im Gelegenheitsverkehr, oder einen als Pkw zugelassenen Kleinbus mit maximal acht Fahrgastplätzen, der keinen Fahrtenschreiber benötigt, so muss der Fahrer, wenn er von diesen Einsätzen keine persönlichen Tachoscheiben vorlegen kann, bei Fahrten im Gelegenheitsverkehr eine schriftliche, maschinell erstellte Bescheinigung des Arbeitgebers vorlegen, welche den Einsatz im Linienverkehr (das Führen eines vom Anwendungsbereich der VO EG 561/2006 ausgenommenen Fahrzeugs) bescheinigt. Dieses Dokument ist identisch mit der Bescheinigung über arbeitsfreie Tage, die Angaben dieser Bescheinigung sind EU-weit festgelegt. Diese Angaben sind in der jeweiligen Landessprache verfasst und mit einheitlichen Positionsnummern durchnummeriert, um diese in jede andere Sprache ableiten zu können.
Längst haben auch in Linienbussen digitale Tachographen Einzug erhalten. Da hier im Kontrollgerät unter oben genannten Voraussetzungen keine personenbezogene Aufzeichnung erfolgen muss, benötigt das Fahrpersonal hier auch keine Fahrerkarte für den digitalen Tachographen. Die Fahrt wird mit entsprechender Einstellung als „out of scope“ vom Gerät erfasst (sinngemäß: außerhalb des Bereichs; gemeint ist damit die entsprechende EU-Verordnung 561/2006), ohne dass dies zu einer Fehlermeldung wegen nicht gesteckter Karte oder dem Überziehen von Lenkzeiten führt, da im Liniennahverkehr andere Pausenzeiten gelten.

## Digitaler Tachograph

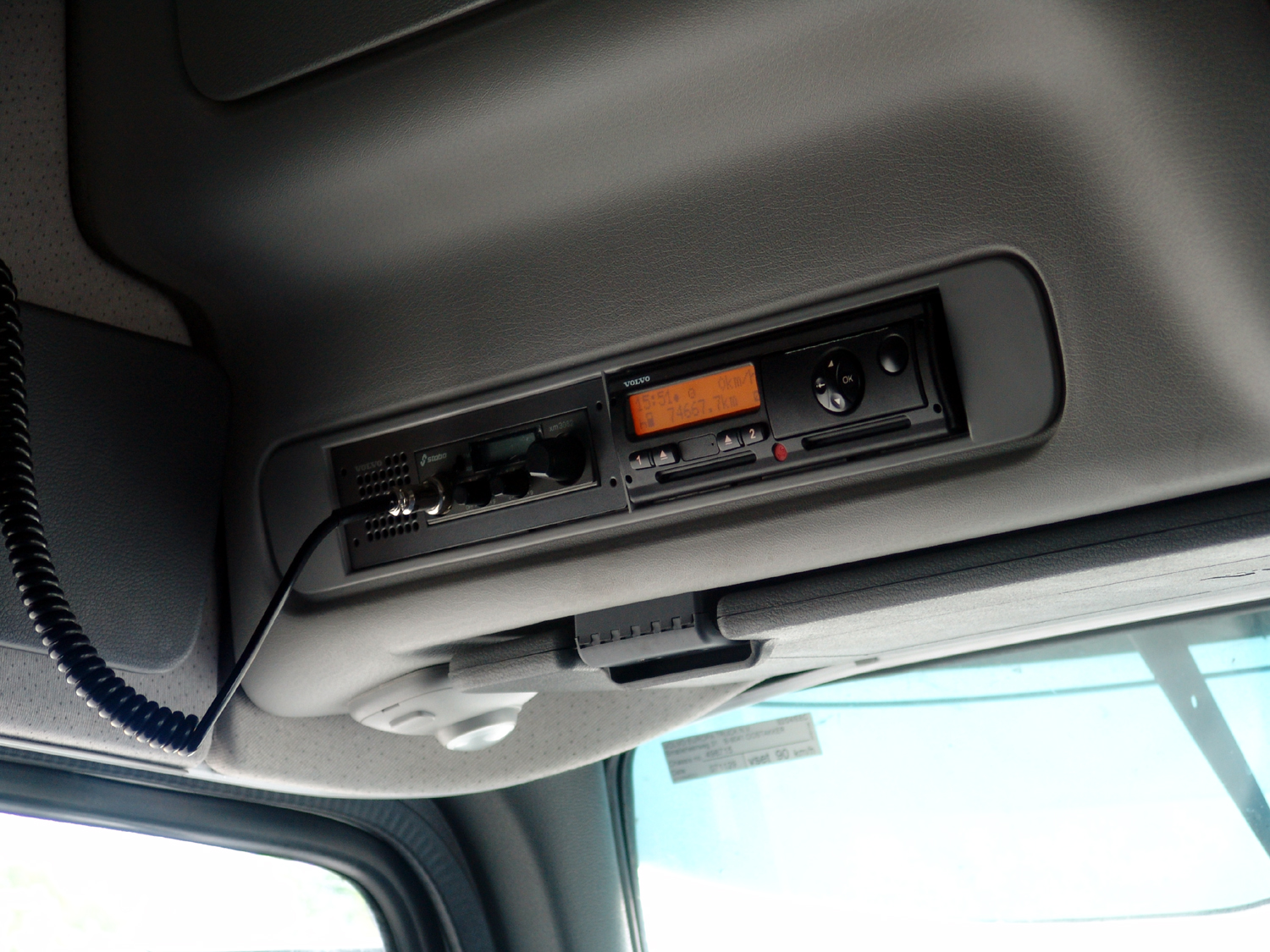
Digitaler Tachograph (rechts) in einem Volvo FH

Digitaler Tachograph (mit Detailbeschriftungen)

Ausdruck eines digitalen Tachographen. Gefahrenes Geschwindigkeitsprofil

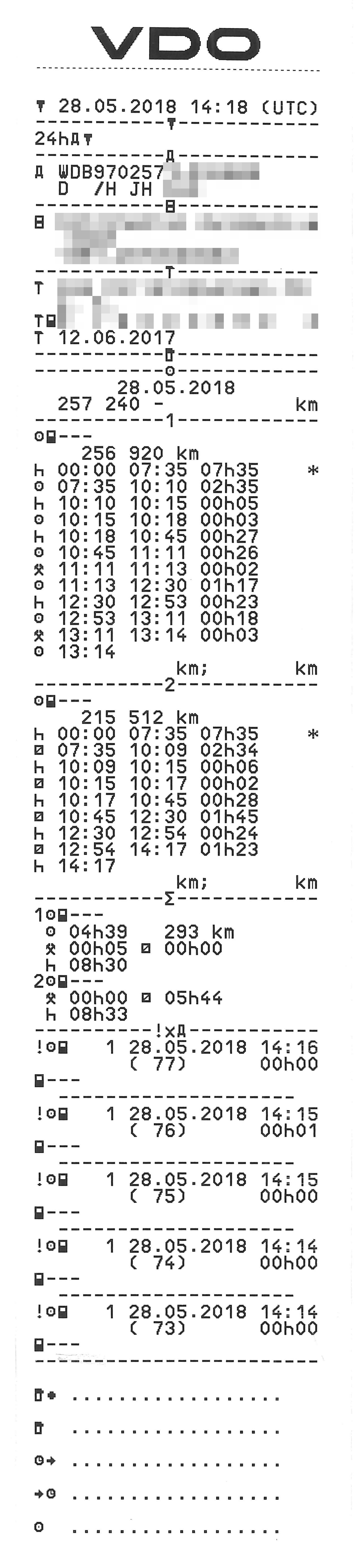
Ausdruck eines digitalen Tachographen. Automatische Erkennung von Lenk- und Ruhezeiten, passend zum abgebildeten Geschwindigkeitsprofil

Der digitale Tachograph, vorgeschrieben seit 1. Mai 2006 durch die EU-Verordnung VO (EG) Nr. 561/2006 für alle neu zugelassenen Fahrzeuge, speichert in einem versiegelten Speichermodul 365 Tage und auf einer personengebundenen Fahrerkarte (Chipkarte) mindestens 28 Tage alle notwendigen Aufzeichnungen.
Bei Erreichen der Speicherkapazität der Fahrerkarte werden die ältesten Einträge überschrieben, sodass bei wenigen Aktivitäten über ein Jahr zurückliegende Tage gespeichert bleiben können, bei vielen Aktivitäten deutlich weniger. Es werden Lenk-, Arbeits-, Bereitschafts- und Ruhezeiten sowie deren Unterbrechungen und zurückgelegten Entfernungen gespeichert. Weiterhin werden die gefahrenen Geschwindigkeiten innerhalb der letzten 24 Fahrstunden in Sekundenschritten im Tachographen (aber nicht auf der Fahrerkarte) vermerkt, während Geschwindigkeitsüberschreitungen dauerhaft im Tachographen (aber nicht auf der Fahrerkarte) gespeichert werden. Die gesamten Daten können von den Kontrollbehörden und dem Unternehmer entsprechend den Vorschriften, ab- bzw. digital ausgelesen werden. Vom Fahrer kann eine Papieraufzeichnung ausgedruckt werden. Die Uhrzeit aller digitalen Geräte ist auf die Koordinierte Weltzeit (UTC) eingestellt und darf maximal 20 Minuten abweichen. Allerdings kann sie aufgrund der Manipulationssicherheit nur ± eine Minute pro Woche durch den Benutzer korrigiert werden, ansonsten ist ein Werkstattaufenthalt vorgeschrieben.
Vor Fahrtbeginn meldet sich der Fahrer mit dem Einstecken der Fahrerkarte beim Kontrollgerät an. Ladetätigkeiten o. Ä. sind wie beim analogen Kontrollgerät auch, mittels Zeitgruppensymbolen einzustellen. Das Umschalten zwischen Lenkzeit und Arbeitszeit erfolgt automatisch. Für den Zweifahrerbetrieb ist am Gerät ein zweiter Kartenschacht für den Fahrer 2 vorhanden, bei einem Fahrerwechsel tauschen die beiden Fahrer die Karten in die jeweils anderen Schächte. Wurde die Karte erfolgreich eingelesen, erscheint der Nachname des Fahrers im Display. Das Gerät fragt zunächst, ob manuelle Zeitnachträge vorzunehmen sind (wie Ladetätigkeiten oder Anfahrten, die ohne gesteckte Fahrerkarte erfolgten) und fragt in der Regel auch nach dem Land des Fahrtbeginns. Im Gegensatz zur Papierscheibe des mechanischen Tachographen werden Abfahrts- und Zielort hier nicht erfasst. Aus Gründen des Manipulationsschutzes ist das Einstecken und Entnehmen der Karte nur bei Stillstand des Fahrzeugs möglich.
Neben den personalisierten Fahrerkarten gibt es noch Unternehmer-, Werkstatt- und Kontrollkarten. Mit letzterer haben Kontrollbeamte (Polizei, BAG) Zugang zu den im Gerät gespeicherten Daten. Ferner verfügt das Kontrollgerät über einen Drucker, der bei Bedarf neben detaillierten Angaben zum Fahrer, Fahrzeug und Kontrollgerät ein Arbeitszeitprofil und die Kilometerstände ausdruckt.
Mit dem digitalen Fahrtenschreiber soll u. a. die Manipulation erschwert werden, z. B. dadurch, dass der Impulsgeber am Getriebeausgang sein Signal mittels kryptografischer Verfahren verschlüsselt. Der digitale Tachograph ist seit 1. Mai 2006 (EG-Amtsblatt L 102 v. 11. April 2006) für jedes Neufahrzeug, das der EWG-Verordnung VO (EWG) Nr. 561/2006 unterliegt, Pflicht (ohne Übergangsregelung). Die Verordnung (EG) gilt in den Mitgliedsländern unmittelbar.
Die UN-Wirtschaftskommission für Europa (ECE) hat die AETR-Änderungen seit 16. Juni 2006 für den Digital-Tacho in ganz Europa akzeptiert. Die Anpassung des AETR-Kontrollgerätsystems an die EU ist in Vorbereitung. Die Verknüpfung der beiden Systeme ist ein gesamteuropäisches Problem, da zeitnah zur Einführung des digitalen EG-Kontrollgerätes die alte Tachoscheibe und neue digitale Systeme im Mischbetrieb bestehen. Zuständig sind die Vertragspartner des AETR-Abkommens, die Europäische Union (EU) und die ECE.
Seit 1. Januar 2011 werden digitale Tachographen auch in den außerhalb der EU liegenden AETR-Staaten anerkannt. Problematisch war bis dahin, dass das AETR nur den analogen Tachographen mit Schaublatt kannte und Fahrten mit Digitalgeräten außerhalb der EU problematisch werden konnten. Ratsam ist jedoch, bei Fahrten ins Ausland in einem Fahrzeug mit analogem Tachographen grundsätzlich neben den Schaublättern eine Fahrerkarte mitzuführen (ggfs. eine solche zu beantragen), auch wenn die Karte nicht benutzt wird, weil der eigene Fuhrpark noch mit analogen Fahrtenschreibern ausgerüstet ist. Bei Kontrollen im Ausland drohen u. U. Schwierigkeiten, wenn keine Fahrerkarte mitgeführt wird.
Neu zugelassene oder neu ausgerüstete, gewerblich genutzte Fahrzeuge über 3,5 Tonnen müssen ab dem 15. Juni 2019 mit einer neuen Generation digitaler Fahrtenschreiber ausgestattet sein. Zweck der neuen EU-Verordnung 165/2014 ist es, die Straßenverkehrssicherheit weiter zu verbessern, den Wettbewerb im europäischen Binnenmarkt sicherzustellen sowie die Manipulation digitaler Fahrtenschreiber zu unterbinden.

## Vorschriften

### Pflichten der Unternehmer/Disposition
Die Verordnung (EWG) Nr. 3821/85 und die Verordnung (EG) Nr. 561/2006 beinhalten neben den Lenk- und Ruhezeiten des Fahrers auch die damit verbundenen Pflichten des Unternehmers und die daraus entstehende Unternehmerhaftung.
- Daten aus Fahrerkarten sind spätestens 28 Tage nach Aufzeichnung eines Ereignisses auszulesen
- Daten aus Tachographen sind spätestens 90 Tage nach Aufzeichnung eines Ereignisses auszulesen
- Daten aus digitalen Tachographen und Fahrerkarten mindestens ein Jahr zu archivieren
- Tachoscheiben mindestens ein Jahr zu archivieren
- Tachoscheiben mindestens zwei Jahre zu archivieren, wenn diese auch als Arbeitszeitnachweis im Sinne des § 21 ArbZG dienen.
- Fahrer ordnungsgemäß anzuweisen und regelmäßig zu überprüfen
- Aufträge nach Beendigung des Fahrauftrags regelmäßig durch die Disposition auf Einhaltung der Verordnung zu überprüfen
- Die Arbeit so zu organisieren, dass der Fahrer die gesetzlichen Bestimmungen einhalten kann
- Sicherzustellen, dass vertraglich vereinbarte Beförderungszeitpläne nicht gegen die Bestimmungen der Verordnung verstoßen
- Bei der Auftragsannahme den Auftrag durch die Disposition auf Durchführbarkeit zu prüfen

Das Unternehmen haftet auch für Verstöße von Fahrern ihres Unternehmens, wenn Verstöße im Hoheitsgebiet eines anderen EU-Staates oder eines Drittstaates begangen wurden. Die Haftung kann davon abhängig gemacht werden, inwieweit das Unternehmen seiner Organisationspflicht nachgekommen ist. Die Behörden können alle Beweise prüfen, die belegen können, dass das Unternehmen für den begangenen Verstoß haftbar gemacht werden kann.
Kommt es zu Verstößen gegen die EG-Verordnung, gibt es zwei mögliche Ursachen. Entweder die Disposition wurde vollkommen richtig durchgeführt und es liegt ein Verstoß des Fahrers vor – in diesem Fall wird gegen den Fahrer ermittelt – oder die Planung und Disposition wurde fehlerhaft durchgeführt, aufgrund dessen es zu Verstößen gegen die Verordnung kam – in diesem Fall werden Ermittlungen gegen Planungsverantwortliche und das Unternehmen durchgeführt.

### Hardware und Software für digitale Tachographen
Für die Erfüllung der beschriebenen Pflichten bezüglich der Daten digitaler Tachographen sind verschiedene Verfahrensweisen zulässig: Es kann nach dem Auslesen über verschiedene Hardwarevarianten innerhalb des Betriebes auf einen PC gesichert werden, sofern regelmäßige Sicherungskopien erstellt und getrennt
aufbewahrt werden.
Es gibt unterschiedlichste Softwareprodukte, die den Unternehmer bzw. die Disposition dabei unterstützen können. Sie können Daten aus den digitalen Tachographen und Fahrerkarten auslesen, auswerten und archivieren. Zudem können manche darüber hinaus auch die Auswertungs- und Abmahnpflichten (Art. 10 EU-Verordnung VO (EG) Nr. 561/2006) des Unternehmers abdecken, wenn Nachweise über die Verstöße erstellt werden. Diese dienen dazu, den Fahrer über begangene Verstöße zu informieren und gegebenenfalls eine Stellungnahme zu fordern. Manche Anbieter bieten diese Funktionalitäten auch für mechanische Tachographen an, wodurch der Mischbetrieb kein Problem darstellt. Einige Dienstleister bieten die Möglichkeit, die Daten online hochzuladen und wie beschrieben zu behandeln, was wesentlich sicherer ist, da ansonsten z. B. ein Festplattenschaden oder Virenbefall auftreten kann.

### Ausnahmen
Nach der Verordnung (EWG) Nr. 3821/85 müssen oben genannte Kraftfahrzeuge mit einem Kontrollgerät ausgerüstet sein. Dies gilt jedoch nicht für Fahrzeuge:
- die zur Personenbeförderung im Linienverkehr verwendet werden, wenn die Linienstrecke nicht mehr als 50 km beträgt;
- mit einer zulässigen Höchstgeschwindigkeit von nicht mehr als 40 km/h
- die für nicht gewerbliche Transporte für humanitäre oder medizinische Hilfe verwendet werden
- die Eigentum der Streitkräfte, der Polizeibehörden, des Katastrophenschutzes, der Feuerwehr oder der für die Aufrechterhaltung der öffentlichen Ordnung zuständigen Kräfte sind oder von ihnen ohne Fahrer angemietet werden, sofern die Beförderung aufgrund der diesen Diensten zugewiesenen Aufgaben stattfindet und ihrer Aufsicht unterliegen
- die speziell zur Pannenhilfe innerhalb eines Umkreises von 100 km um ihren Standort eingesetzt werden;
- mit denen zum Zweck der technischen Entwicklung oder im Rahmen von Reparatur- oder Wartungsarbeiten Probefahrten auf der Straße durchgeführt werden, sowie neue oder umgebaute Fahrzeuge, die noch nicht in Betrieb genommen worden sind
- oder Fahrzeugkombinationen mit einer zulässigen Höchstmasse von nicht mehr als 7,5 t, die zur nichtgewerblichen Güterbeförderung verwendet werden.[14]

### EU-Mobilitätspaket – zukünftige Neuerungen
Mit dem Mobilitätspaket der EU ist eine der größten Reformen der letzten Jahre für wichtige Regeln im Straßentransport im Jahr 2020 beschlossen worden. Hiermit wird den – teils negativen – Entwicklungen bei Wettbewerbs- und Arbeitsbedingungen sowie Manipulationen an den Kontrollgeräten weiter entgegengewirkt. Die wichtigsten Neuerungen sind die Einführung des 'Smart Tacho Version 2', mit dem beispielsweise auch Grenzübertritte erfasst werden können und ab 2026 die Ausweitung der Fahrtenschreiberpflicht auf gewerbliche Transportfahrzeuge ab 2,5 Tonnen Gesamtgewicht (sog. 'Sprinterregelung'). Heimkehrregelungen für Fahrzeuge und Personal wurden verschärft und – sofern noch nicht national geschehen – europaweit angeglichen. Darüber hinaus besteht ab 31. Dezember 2024 eine Mitführungspflicht über die Arbeitsnachweise der letzten 56 Tage (bisher 28).

## Nationales

### Deutschland
Die Vorschriften zur Verwendung von Tachographen sind im Wesentlichen in der Fahrpersonalverordnung, in § 57a StVZO sowie in der Verordnung (EWG) Nr. 3821/85 geregelt. Weitere Regeln enthält die VO (EG) 561/2006.
Vorgeschrieben sind Tachographen (EG-Kontrollgeräte) für neue Kraftfahrzeuge, die der Güterbeförderung dienen, mit einem zulässigen Gesamtgewicht einschließlich Anhänger über 3,5 t, bzw. für Fahrzeuge, die der Personenbeförderung dienen und mehr als 9 Sitzplätze einschließlich Fahrer aufweisen, sofern diese Fahrzeuge innerhalb der AETR-Staaten gewerblich eingesetzt werden.
Die Geräte müssen plombiert und eichfähig sein. Sie ermöglichen die Überprüfung der Lenk- und Ruhezeiten des Fahrers durch die Straßenaufsichtsorgane und dienen zur Unfallrekonstruktion. Vorgeschrieben ist ein Fahrtenschreiber mittlerweile auch dann, wenn dieser in einem Fahrzeug zwischen 2,8 und 3,5 t zGG freiwillig eingebaut wurde (in diesem Gewichtsbereich ist ein Einbau nicht zwingend vorgeschrieben). Ein Geländewagen (zGG 3000 kg mit Anhänger 750 kg zGG) benötigt einen Tachographen, wenn er in dieser Kombination gewerblich unterwegs ist.
Seit 1. Januar 2008 besteht eine Mitführungspflicht von Nachweisen für die Lenk- und Ruhezeiten usw. für den laufenden Tag und die unmittelbar vorangegangenen 28 Kalendertage, zuvor waren es 15 Tage. Der Unternehmer muss die Dokumentationen nach der Benutzung in chronologischer Reihenfolge und in lesbarer Form außerhalb des Fahrzeuges mindestens ein Jahr lang aufbewahren, unabhängig davon, ob die Daten aus analogen und digitalen Kontrollgeräten stammen. Betroffen sind die Kontrollblätter und Ausdrucke sowie handschriftliche Aufzeichnungen (Tageskontrollblätter), die von der Fahrerkarte und vom Kontrollgerät heruntergeladenen Daten und die vom Unternehmer ausgestellten Fahrpersonalbescheinigungen (§ 20 FPersV in Verbindung mit Artikel 14 Absatz 2 VO (EWG) 3821/85) sowie Unterlagen (z. B. Niederschriften, Ereignisprotokolle), die im Rahmen einer Straßen oder Betriebskontrolle erstellt wurden.
Aus anderen rechtlichen Gründen können sich längere Aufbewahrungsfristen ergeben, insbesondere aus § 16 Abs. 2 und § 21a Abs. 7 Arbeitszeitgesetz, wonach die Aufzeichnungen zu den Arbeitszeiten der Beschäftigten mindestens zwei Jahre aufzubewahren und auf Verlangen dem Arbeitnehmer auszuhändigen sind und aus § 147 Abs. 1 Nr. 5 i. V. m. Abs. 3 Abgabenordnung, wonach eine sechsjährige Aufbewahrungsfrist für Unterlagen, die für die Lohnbuchhaltung verwendet werden, gilt.
Mitzuführen hat das Fahrpersonal auch Bescheinigungen über arbeitsfreie Tage, die vom Arbeitgeber maschinell ausgefertigt sein müssen, um Manipulationen der Zeitnachweise durch Fahrer im Falle einer bevorstehenden Kontrolle zu verhindern. Das Blatt selbst ist formlos (also kein Vordruck) der Inhalt auf der Bescheinigung ist jedoch EU-weit festgelegt, die Felder für Einträge sind wie beim EU-Führerschein oder der Fahrerkarte auch, fortlaufend durchnummeriert, so dass sich die Angaben in jede beliebige Sprache ableiten lassen.
Von der Fahrerkarte muss vor dem Überschreiben der 28-Tage-Aufzeichnung diese computergestützt im Unternehmen gesichert werden. Die im Kontrollgerät (ugs. „Blackbox“ oder „Digitacho“) gespeicherten Daten müssen spätestens alle 90 Tage im Unternehmen gesichert werden (§ 2 Abs. 5 FPersV).
Bei mechanischen Tachographen ist der Fahrer verpflichtet, den Schlüssel und mindestens ein Ersatzschaublatt mitzuführen.
Nach § 4 Abs. 4 FPersG können der Unternehmer, der Fahrzeughalter und die Mitglieder des Fahrpersonals bei einer Kontrolle durch die Ordnungsbehörden die Auskunft auf solche Fragen verweigern, deren Beantwortung ihn selbst oder einen der in § 383 Abs. 1 Nr. 1 bis 3 der Zivilprozessordnung bezeichneten Angehörigen der Gefahr strafgerichtlicher Verfolgung oder eines Verfahrens nach dem Gesetz über Ordnungswidrigkeiten aussetzen würde.
Für das Gebiet der Bundesrepublik Deutschland gelten gemäß § 18 Abs. 1 FPersV für folgende Fahrzeuge weitere Befreiungen von der VO (EG) 561/06 und VO (EWG) 3821/85, wie für Fahrzeuge der Land- und Forstwirtschaft, Behördenfahrzeuge allgemein, Fahrzeuge des Schaustellergewerbes, Fahrzeuge im kombinierten Verkehr, Handwerksbetriebe im Umkreis von 100 km etc.

### Österreich
In Österreich gibt es zur EO-Verordnung zusätzliche Ausnahmen (§ 24 Abs. 2b KFG) für gewisse Fahrzeuge des öffentlich-rechtlichen Verkehrs, öffentliche Straßenerhaltung, regionale land- und forstwirtschaftliche Güterbeförderung einschließlich lokalem Tiertransport, und anderem.
Die Gesamtverantwortung des Systems (Member State Authority, A-MSA) liegt beim Bundesamt für Verkehr (BAV), einer Dienststelle des Verkehrsministeriums.

### Schweiz
In der Schweiz ist die Verwendung von Tachographen in den Verordnungen ARV 1 + ARV 2 (Arbeits- und Ruhezeitverordnung) geregelt.

#### ARV 1
Der ARV 1 unterstellt sind grundsätzlich Führer von Motorwagen und Fahrzeugkombinationen zum Sachentransport, deren Gesamtgewicht nach Fahrzeugausweis 3,5 t übersteigt, und Führer von Motorwagen und Fahrzeugkombinationen zum Personentransport, die für eine Platzzahl von mehr als sechzehn Personen zugelassen sind, und Gesellschaftswagen.
Ob der Führer oder die Führerin bei einer Fahrt mit einem Fahrzeug oder mit einer Fahrzeugkombination der ARV 1 unterstellt ist oder nicht, entscheiden schlussendlich die kantonalen Vollzugsstellen.

#### ARV 2
Der ARV 2 unterstellt sind grundsätzlich Führer von leichten Motorwagen, schweren Personenwagen, Gesellschaftswagen mit nicht mehr als 16 Sitzplätzen und von Leicht-, Klein- und dreirädrigen Motorfahrzeugen, die für berufsmäßige Personentransporte verwendet werden.

#### Tachographen im Eisenbahnverkehr
Georg Göbel, als Darmstädter Maschinenfabrikant für die Konstruktion von Eisenbahn-Billet-Maschinen bereits bekannt, ließ seinen Tachographen im Grossherzogthum Hessen und weiteren europäischen Staaten patentieren. Dieses Instrument, das die Umdrehungen der Lokomotiv-Achse per Bleistift auf einen durch ein Uhrwerk vorwärts bewegten Papierstreifen übertrug, erwies sich als wesentliche Verbesserung für das Ablesen der Zuggeschwindigkeit, da nicht erst gerechnet werden musste, sondern man gleich graphisch erkannte, was sich veränderte.

„Es ist demnach klar, dass durch die genaue Contrôle der Geschwindigkeit, die bei Verwendung solcher Tachographen möglich wird, die Sicherheit der Eisenbahnfahrten bedeutend zunimmt und dass es für den gewissenhaften Locomotivführer erwünscht sein muss, sich nicht nur während der Fahrt mit Leichtigkeit über's Innehalten einer gleichmässigen Geschwindigkeit zu versichern, sondern auch sich am Ende der Fahrt über deren Verlauf genau ausweisen zu können.“

## Bedienung
Vor Abfahrt werden ausgefüllte Tachoscheibe bzw. die Fahrerkarte in das Gerät eingelegt. Entsprechend der Tätigkeit hat der Fahrer das entsprechende Zeitgruppensymbol einzustellen. Die Symbole bedeuten im Einzelnen:
- Symbol Lenkrad (bei Automatiktacho nicht einstellbar): einzustellen bei Fahrt
- Symbol gekreuzte Hämmer: einzustellen bei allen anderen, aktiven Tätigkeiten außerhalb der Fahrt, wie Fahrzeug be- und entladen, reparieren, waschen etc.
- Symbol Quadrat mit Schrägstrich: einzustellen bei Arbeitsbereitschaft oder Wartezeiten, passive Tätigkeit wie das Warten auf Be- und Entladung, Mitfahrt als Beifahrer (auch in der Schlafkabine).
- Symbol Bett: einzustellen für Pausen und Ruhezeiten bei stehendem Fahrzeug, wenn der Fahrer selbst über die Zeit verfügen kann.

## Manipulationen
Der mechanische Tachograph (Fahrtenschreiber) ist Gegenstand zahlreicher Manipulationen wie etwa verbogene Zeiger, Wegbegrenzung durch Gummi- oder Schaumstoffteile und Kurzschlussschaltung. Auch das „Vergessen des Einlegens“ bei Fahrtbeginn oder unerlaubtes Auswechseln der Schaublätter sind häufig. Bis Mitte der 1970er Jahre konnte der Sprengring vom Glasdeckel des Tachos entfernt und mit dem Überspannen des Tachoanzeigers über den Anlagestift (Nullpunkt) hinübergehoben werden. Somit wurde die Federspannung manipuliert, d. h., es wurden geringere Geschwindigkeiten aufgeschrieben, als tatsächlich gefahren. Ferner ist es bei den alten Geräten heute noch möglich, die Uhrzeit manuell zu verstellen, um auch so mögliche Arbeitszeitüberschreitungen zu verschleiern. Ebenso lassen sich (allerdings unter Beschädigung der Siegel) Manipulationen an der Geberleitung oder am Gerät selbst vornehmen und dadurch die Aufzeichnungen verfälschen.
Nicht zuletzt besteht auch keinerlei Kontrolle dahingehend, wie viele Tachoscheiben ein Fahrer pro Arbeitstag oder Woche benutzt. Nach Erreichen der maximalen Lenkzeiten könnte dieser theoretisch die erste Tachoscheibe vernichten und mit einer neuen Scheibe eine weitere Schicht fahren, ohne dass der Lenkzeitverstoß auffallen würde. Tachoscheiben, deren Aufzeichnungen nicht mit den Lenkzeiten konform sind, werden einfach aussortiert. Verstöße derart lassen sich schwer ahnden. Durch die Digitalisierung werden die Manipulationen technisch schwieriger, wenn auch selbst die manipulationssicheren Tachographen keine Auskunft darüber geben, ob der Fahrer tatsächlich vor Fahrtantritt ausgeruht und nicht mit anderen Arbeiten beschäftigt war.
Die technische und inhaltliche Überprüfung des Tachographen wurde durch eine Direktive von 1988 (EWG RL 88/599) zum ersten Mal EU-weit festgelegt. Diese inhaltlich sehr genau festgelegte Überprüfung und deren Vorschrift wurde am 11. April 2007 mit der (RL 2006/22/EG) gültig. Außerdem führten auch die Manipulationen am analogen zur Entwicklung des digitalen Tachographen, der dagegen durch verschiedene Vorkehrungsmaßnahmen (z. B. Dateisignaturen) gesichert ist.
Der digitale Tachograph (EG-Kontrollgerät) wurde so konzipiert, dass eine unzulässige Veränderung der Daten erschwert und vom System erkannt wird. Allerdings ist kein technisches System frei von Schwachstellen. So wurden bereits kurz nach dem Erscheinen der ersten digitalen Tachographen 2006 auch die ersten Manipulationen festgestellt. Die wohl bekannteste ist die Verwendung eines Magneten, um die elektronisch gespeicherten Daten zu löschen. Aber auch die Nachweismöglichkeiten wurden mit der Zeit immer ausgefeilter. Heute ist die Verwendung eines Magneten auch nachträglich noch nachweisbar.

## Unfall- und Arbeitszeitauswertung

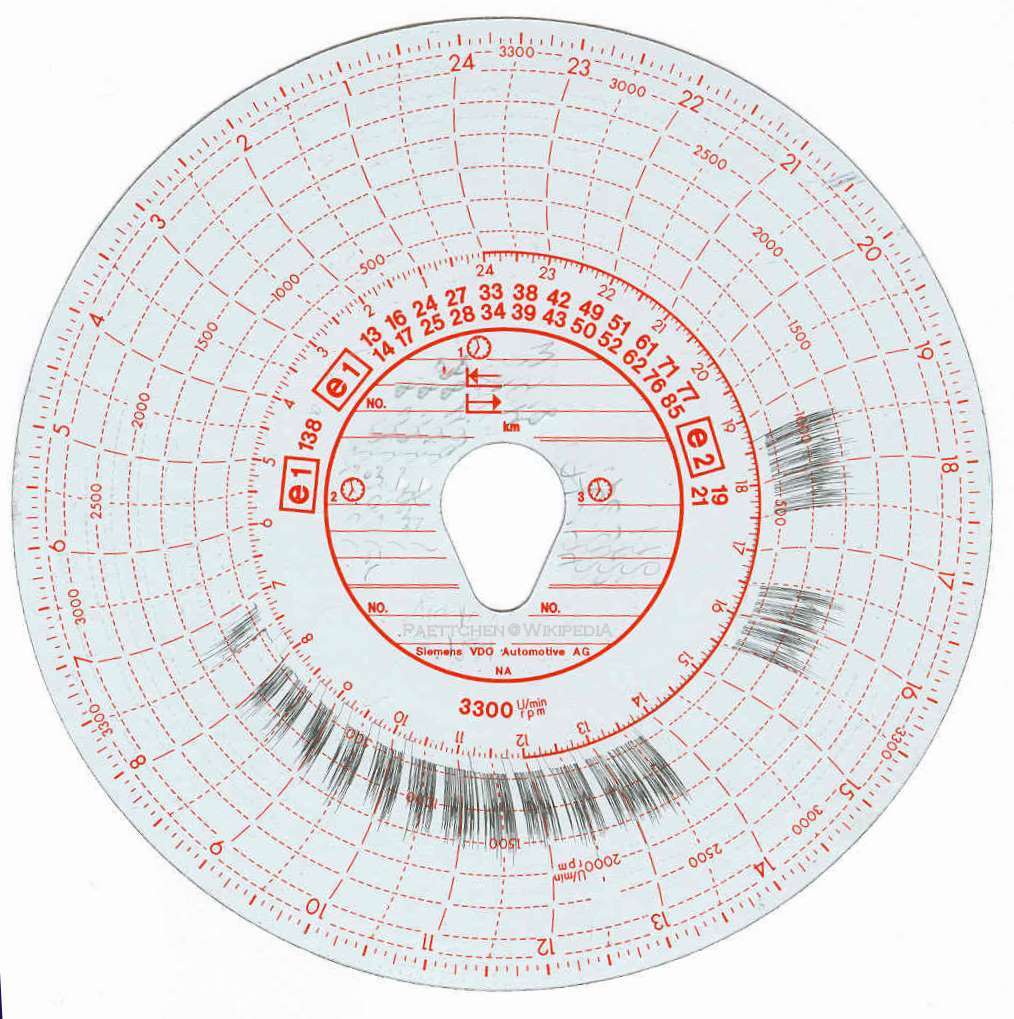
Rückseite einer Tachoscheibe mit Drehzahlaufschrieb

Das EG-Kontrollgerät dient zwar eigentlich der Überwachung von Sozialvorschriften, doch ist es in Deutschland gang und gäbe, etwa Geschwindigkeitsverstöße über die Auswertung der Tachoscheibe aufzudecken und zu ahnden. Diese Vorgehensweise wurde Anfang der 1990er Jahre vom OLG Hamm höchstrichterlich gebilligt. Es sind Fälle bekannt, in denen die Tachoscheibe nach einem Unfall gezielt vernichtet wurde, um den Unfallhergang zu verschleiern (beispielsweise bei der Massenkarambolage in der Münchberger Senke 1990). Weiterhin werden Diagrammscheiben nach Unfällen häufig mikroskopisch ausgewertet und dabei das Annäherungsverhalten des Fahrzeugs an den Kollisionsort rekonstruiert. Durch die digitale Blackbox könnten alle elektronischen Möglichkeiten ausgeschöpft werden, die dann etwa wie in einer Flugzeug-Blackbox oder einem Unfalldatenspeicher abgelegt werden.
In den meisten Betrieben ist es darüber hinaus üblich, die (Nicht-)Einhaltung von Fahrzeiten oder der abgerechneten Arbeitsstunden bei Lohnempfängern mit Hilfe der Schaublätter zu überwachen. Eine weitere, triviale Möglichkeit der Personalüberwachung hinsichtlich einer wirtschaftlichen Fahrweise ist der bereits angesprochene Tachograph, der zu den vorderseitig aufgezeichneten Daten die Motordrehzahl auf der Rückseite des Schaublattes erfasst.

## Belege
1. ↑  Bericht: Digi-Tacho inkl. AETR gilt jetzt auch in 22 EU-Nachbar-Staaten VR 24. September 2010.
2. ↑  Artikel: EU-Verkehrsausschuß stimmt für Ausweitung Deutsche Handwerkszeitung vom 5. Juni 2018
3. ↑  Meyers Konversations-Lexikon, 4. Auflage (1885–1890), Seite 486
4. ↑  Bericht: Geschichte des Tachometer von der „Oldtimer Tacho Werkstatt“. (Memento des Originals vom 29. Oktober 2013 im Internet Archive)  Info: Der Archivlink wurde automatisch eingesetzt und noch nicht geprüft. Bitte prüfe Original- und Archivlink gemäß Anleitung und entferne dann diesen Hinweis.
5. ↑  Bericht: Zeitschrift Fernfahrer im Heft Nr. 12 im Jahr 2001
6. ↑  Zeitschrift: Last-Auto und Omnibus, Nr. 5 vom 11. April 1953 (heute Lastauto Omnibus)
7. ↑  Verordnung (EWG) Nr. 1463/70
8. ↑  Bericht: Über die VO (EWG) 2828/77 vom 12. Dezember 1977 – Das Persönliche Kontrollbuch bekam als sog. Lügenbuch bis zum 1. Juli 1979 eine Übergangszeit.
9. 1 2  Verordnung (EWG) Nr. 3821/85
10. 1 2 3 4  Verordnung (EG) Nr. 561/2006
11. ↑  Geräte zum Einscannen von Tachoscheiben
12. ↑  Der digitale Fahrtschreiber (Erklärung & Hinweise)
13. ↑  Verschiedene Hardwarevarianten zum Auslesen digitaler Tachographen
14. ↑  Artikel 3 Abs. 1 Satz 1 zweiter Halbsatz der VO (EWG) Nr. 3821/85 in Verbindung mit Artikel 3 der VO (EG)561/2006.
15. ↑  https://www.dako.de/mobilitaetspaket-eu-ueberblick/
16. ↑  Verordnung (EWG) Nr. 3821/85 in der konsolidierten Fassung vom 11. April 2007
17. ↑  Digitaler Tachograph: Allgemeine Informationen: Ausnahmen von der Kontrollgerätepflicht: Der nationale Gesetzgeber hat in § 24 (2b) KFG nun folgende Fahrzeuge freigestellt. WKO Fachverband Güterbeförderung, digitalertachograph.at.
18. ↑  SR 822.222 Verordnung vom 6. Mai 1981 über die Arbeits- und Ruhezeit der berufsmässigen Führer von leichten Personentransportfahrzeugen und schweren Personenwagen (ARV 2). Abgerufen am 3. Oktober 2019.
19. ↑  ARV 2. Abgerufen am 3. Oktober 2019.